# Дін Вайтгед
Дін Вайтгед (англ. Dean Whitehead, нар. 21 січня 1982, Абінгдон-на-Темзі) — англійський футболіст, що грав на позиції півзахисника, зокрема за «Сандерленд» та «Сток Сіті».
По завершенні ігрової кар'єри — тренер.

## Ігрова кар'єра
Народився 21 січня 1982 року в місті Абінгдон-на-Темзі. Вихованець футбольної школи клубу «Оксфорд Юнайтед». Дорослу футбольну кар'єру розпочав 1999 року в основній команді того ж клубу, в якій провів п'ять сезонів, взявши участь у 122 матчах на третьому та четвертому рівнях англійського чемпіонату. 
2004 року став гравцем «Сандерленд», представника Чемпіонату Футбольної ліги. Відразу став гравцем основного складу у новій команді і у першому ж сезоні допоміг їй виграти ЧФЛ, тож у сезоні 2005/06 дебютував у Прем'єр-лізі. Дебют вийшов не дуже вдалим — місце в елітному дивізіоні команда не зберегла, утім вже наступного сезону знову стала переможцем Чемпіоншипа і повернулася в еліту.
Вайтгед відіграв за команду із Сандерленда ще два сезони у Прем'єр-лізі, після чого 2009 року продовжив виступи на тому ж рівні за «Сток Сіті». У цій команді провів наступні чотири роки, зазвичай виходячи на поле в основному складі команди. Грав за «Сток» в іграх Ліги Європи УЄФА 2011/12, першої для клубу після 1970-х єврокубкової кампанії.
Протягом 2013—2015 років захищав кольори дргуголігового «Мідлсбро», після чого перебрався до іншого представника Чемпіоншипа,  «Гаддерсфілд Таун». За два роки, у 2017, команди здобула путівку до Прем'єр-ліги, і свій останній в ігровій кар'єрі сезон 2017/18 досвідчений півзахисник провів на найвищому рівні англійської першості, щоправда взявши участь лише трьох іграх турніру.

## Кар'єра тренера
Завершивши виступи на футбольному полі, залишився у клубній системі «Гаддерсфілд Таун», очоливши 2019 року команду 17-річних.

## Статистика виступів

### Статистика клубних виступів
| Сезон                        | Команда                      | Чемпіонат                    | Чемпіонат | Чемпіонат | Національний кубок | Національний кубок | Національний кубок | Континентальні кубки | Континентальні кубки | Континентальні кубки | Інші змагання | Інші змагання | Інші змагання | Усього | Усього |
| Сезон                        | Команда                      | Ліга                         | Ігор      | Голів     | Ліга               | Ігор               | Голів              | Ліга                 | Ігор                 | Голів                | Ліга          | Ігор          | Голів         | Ігор   | Голів  |
| ---------------------------- | ---------------------------- | ---------------------------- | --------- | --------- | ------------------ | ------------------ | ------------------ | -------------------- | -------------------- | -------------------- | ------------- | ------------- | ------------- | ------ | ------ |
| 1999–00                      | «Оксфорд Юнайтед»            | 2Д                           | 0         | 0         | КА+КЛ              | 0                  | 0                  | -                    | -                    | -                    | ТФЛ           | 1             | 0             | 1      | 0      |
| 2000–01                      | «Оксфорд Юнайтед»            | 2Д                           | 20        | 0         | КА+КЛ              | 1+2                | 0                  | -                    | -                    | -                    | ТФЛ           | 0             | 0             | 23     | 0      |
| 2001–02                      | «Оксфорд Юнайтед»            | 3Д                           | 40        | 1         | КА+КЛ              | 1+1                | 0                  | -                    | -                    | -                    | ТФЛ           | 1             | 0             | 43     | 1      |
| 2002–03                      | «Оксфорд Юнайтед»            | 3Д                           | 18        | 1         | КА+КЛ              | 2+1                | 0                  | -                    | -                    | -                    | ТФЛ           | 1             | 0             | 22     | 1      |
| 2003–04                      | «Оксфорд Юнайтед»            | 3Д                           | 44        | 7         | КА+КЛ              | 1+2                | 0                  | -                    | -                    | -                    | ТФЛ           | 0             | 0             | 47     | 7      |
| Усього за «Оксфорд Юнайтед»  | Усього за «Оксфорд Юнайтед»  | Усього за «Оксфорд Юнайтед»  | 122       | 9         |                    | 11                 | 0                  |                      | -                    | -                    |               | 3             | 0             | 136    | 9      |
| 2004–05                      | «Сандерленд»                 | ЧФЛ                          | 42        | 5         | КА+КЛ              | 2+2                | 0                  | -                    | -                    | -                    | -             | -             | -             | 46     | 5      |
| 2005–06                      | «Сандерленд»                 | ПЛ                           | 37        | 3         | КА+КЛ              | 2+2                | 1+0                | -                    | -                    | -                    | -             | -             | -             | 41     | 4      |
| 2006–07                      | «Сандерленд»                 | ЧФЛ                          | 45        | 4         | КА+КЛ              | 1+1                | 0                  | -                    | -                    | -                    | -             | -             | -             | 47     | 4      |
| 2007–08                      | «Сандерленд»                 | ПЛ                           | 27        | 1         | КА+КЛ              | 1+0                | 0                  | -                    | -                    | -                    | -             | -             | -             | 28     | 1      |
| 2008–09                      | «Сандерленд»                 | ПЛ                           | 34        | 0         | КА+КЛ              | 1+3                | 0                  | -                    | -                    | -                    | -             | -             | -             | 38     | 0      |
| Усього за «Сандерленд»       | Усього за «Сандерленд»       | Усього за «Сандерленд»       | 185       | 13        |                    | 15                 | 1                  |                      | -                    | -                    |               | -             | -             | 200    | 14     |
| 2009–10                      | «Сток Сіті»                  | ПЛ                           | 36        | 0         | КА+КЛ              | 4+0                | 1                  | -                    | -                    | -                    | -             | -             | -             | 40     | 1      |
| 2010–11                      | «Сток Сіті»                  | ПЛ                           | 37        | 2         | КА+КЛ              | 4+2                | 0                  | -                    | -                    | -                    | -             | -             | -             | 43     | 2      |
| 2011–12                      | «Сток Сіті»                  | ПЛ                           | 33        | 0         | КА+КЛ              | 4+0                | 0                  | ЛЄ                   | 10                   | 1                    | -             | -             | -             | 47     | 1      |
| 2012–13                      | «Сток Сіті»                  | ПЛ                           | 26        | 1         | КА+КЛ              | 3+1                | 0                  | -                    | -                    | -                    | -             | -             | -             | 30     | 1      |
| Усього за «Сток Сіті»        | Усього за «Сток Сіті»        | Усього за «Сток Сіті»        | 132       | 3         |                    | 18                 | 1                  |                      | 10                   | 1                    |               | -             | -             | 160    | 5      |
| 2013–14                      | «Мідлсбро»                   | ЧФЛ                          | 37        | 1         | КА+КЛ              | 1+0                | 0                  | -                    | -                    | -                    | -             | -             | -             | 38     | 1      |
| 2014–15                      | «Мідлсбро»                   | ЧФЛ                          | 18+3      | 0         | КА+КЛ              | 2+2                | 0                  | -                    | -                    | -                    | -             | -             | -             | 25     | 0      |
| Усього за «Мідлсбро»         | Усього за «Мідлсбро»         | Усього за «Мідлсбро»         | 55+3      | 1         |                    | 5                  | 0                  |                      | -                    | -                    |               | -             | -             | 63     | 1      |
| 2015–16                      | «Гаддерсфілд Таун»           | ЧФЛ                          | 34        | 0         | КА+КЛ              | 1+1                | 0                  | -                    | -                    | -                    | -             | -             | -             | 36     | 0      |
| 2016–17                      | «Гаддерсфілд Таун»           | ЧФЛ                          | 16        | 0         | КА+КЛ              | 4+0                | 0                  | -                    | -                    | -                    | -             | -             | -             | 20     | 0      |
| 2017–18                      | «Гаддерсфілд Таун»           | ПЛ                           | 3         | 0         | КА+КЛ              | 1+2                | 0                  | -                    | -                    | -                    | -             | -             | -             | 6      | 0      |
| Усього за «Гаддерсфілд Таун» | Усього за «Гаддерсфілд Таун» | Усього за «Гаддерсфілд Таун» | 53        | 0         |                    | 9                  | 0                  |                      | -                    | -                    |               | -             | -             | 62     | 0      |
| Усього за кар'єру            | Усього за кар'єру            | Усього за кар'єру            | 550       | 26        |                    | 58                 | 2                  |                      | 10                   | 1                    |               | 3             | 0             | 621    | 29     |

## Титули і досягнення

### Командні
- Переможець Чемпіонату Футбольної ліги (2):

«Сандерленд»: 2004-2005, 2006-2007

### Особисті
- Симоволічна збірна сезону Чемпіонату Футбольної ліги (1):

2006-2007